# オリオン座ガンマ星
オリオン座γ星は、オリオン座の恒星で2等星。

## 特徴
赤色超巨星のベテルギウスとともにオリオンの肩に輝く。変光範囲はごくわずかなので、眼視観測では変光は殆どわからない。かつては巨星に分類されることもあったが、現在では恒星進化論からB型主系列星とされている。
この星(A)から約3分離れた位置に見える13等星の赤色矮星(B)とは、最低でも13,800auは離れているが、過去170年余りの観測から連星系を成しているものと考えられている。
さらに、Aから8秒離れた20等星のC、4分離れた19等星のD、50秒離れた20等星のEがあるが、これらはA（およびB）と物理的に結びついていないことが示されている。

## 名称
学名はγ Orionis（略称はγ Ori）。
固有名ベラトリックスまたはベラトリクス (Bellatrix) はラテン語で「女戦士」の意味である。この名前は、アブー・マアシャル (Abu Ma'shar al-Balkhi)やヨハネス・ヒスパレンシス (John of Seville)によってカペラを意味する名前として使われていたが、後にオリオン座γ星を指すものとされた。13世紀に編纂されたアルフォンソ天文表でもオリオン座γ星にこの名前が使われている。
2016年6月30日、国際天文学連合 (IAU) の恒星の固有名に関するワーキンググループは、Bellatrix をオリオン座γ星の固有名として正式に承認した。なお、IAUの公式資料では単にオリオン座γ星となっているが、固有名は連星系にではなく個々の星につけるというIAUの決定から、主星Aを指していると思われる。
アメリカのアマチュア博物学者アレンは、1899年に刊行した著書「Star Names: Their Lore and Meaning」の中で、「アマゾン・スター (Amazon star)」という別名も紹介している。

## 画像

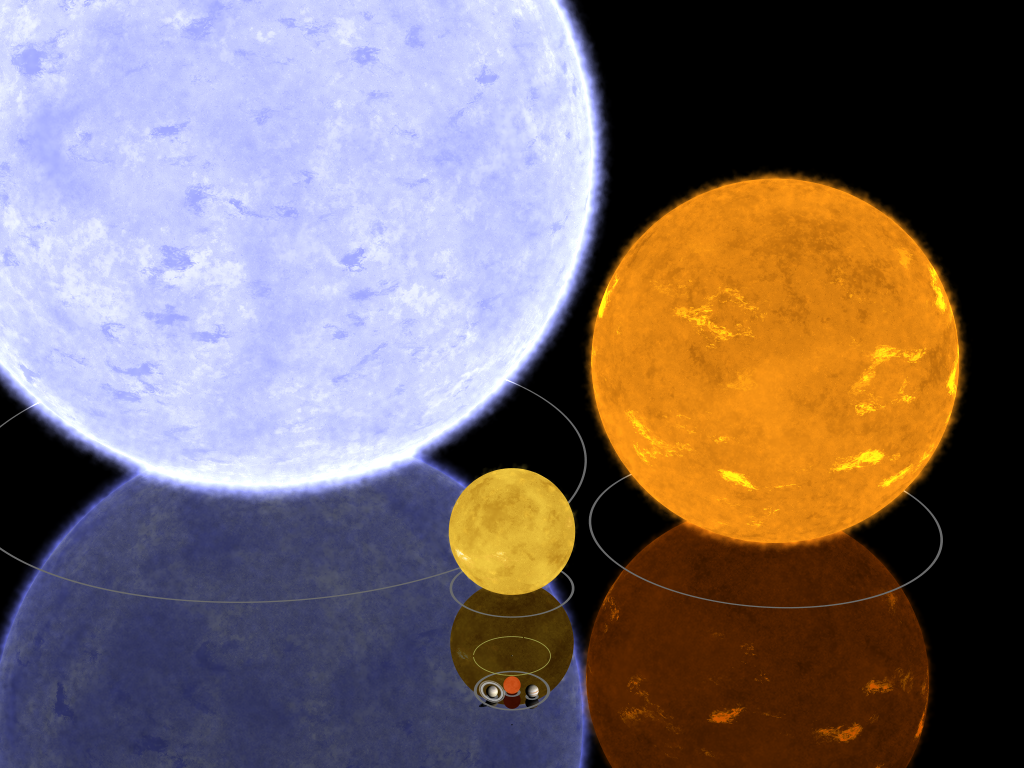
左の青白い星がγ星。右のオレンジ色の星はアルゴルB、中央の黄色の星が太陽。